# Saladworks (Leicester)
Saladworks – angielska firma z grupy Samworth Brothers zajmująca się produkcją żywności dla Tesco, Waitrose, Marks & Spencer.
Saladworks produkuje zestawy sałatek dla największych sieci detalicznych Wielkiej Brytanii.
Saladworks jest jedną z grup firmy Samworth Brothers notowanej na Londyńskiej Giełdzie Papierów Wartościowych.